# Pyroderces tethysella
Pyroderces tethysella is een vlinder uit de familie prachtmotten (Cosmopterigidae). De wetenschappelijke naam is voor het eerst geldig gepubliceerd in 2003 door Koster & Sinev.
De soort komt voor in Europa.